# Arnold Hörler

Arnold Hörler (1961)

Arnold Hörler (* 30. September 1903 in St. Gallen; † 5. März 1995 in Zürich) war ein Schweizer Ingenieur und Professor an der ETH Zürich. Er lehrte als international anerkannter Pionier der Abwasserreinigung den Bau von Kanalisationen und Kläranlagen.

## Leben und Wirken
Arnold Hörler wuchs als Sohn eines international tätigen Textilkaufmanns in St. Gallen, Barcelona, Montevideo und Buenos Aires auf. Nach dem Tod des Vaters 1920 kehrte die Familie in die Schweiz zurück. Hörler machte 1923 die Matur an der Kantonsschule St. Gallen und schloss 1927 das Studium als Bauingenieur an der ETH mit dem Diplom ab. In der Weltwirtschaftskrise fand er Anstellungen in einer Eisenbauwerkstätte im Aargau und in Ingenieurbüros in Zürich, so ab 1934 als Statiker und Konstrukteur in einem Büro für kommunalen Wasserbau. Dort musste er sich in eigenen Worten «widerwillig genug in die Gebiete der Wasserversorgung, des Kanalisationswesens und der Abwasserreinigung einarbeiten» – also in das Fachgebiet, das er danach Jahrzehnte lang prägte.
Während der Tätigkeit als Teilhaber eines Ingenieurbüros setzte sich Hörler 1941 mit dem Problem auseinander, wie viel Regenwasser der Abwasserreinigungsanlage zugeführt werden sollte, die entscheidende Frage für die Dimensionierung der Kanalisation. Gemäss dieser Studie wurden laut Wilhelm von der Emde danach alle Abwasserkanäle im deutschsprachigen Raum berechnet. Da den Schweizer Spezialisten während des Zweiten Weltkriegs der internationale Austausch fehlte, regte Hörler 1944 die Gründung des Verbandes Schweizerischer Abwasserfachleute an. Und er trug das Postulat «Rettet unsere Gewässer» des Co-Gründers Paul Zigerli mit, das dieser als EVP-Nationalrat drei Tage nach der Verbandsgründung einreichte. Es führte dazu, dass das Volk am 6. Dezember 1953 den Verfassungsartikel zum Gewässerschutz mit 81 Prozent Ja annahm.
Den Kampf gegen das Überdüngen der Seen und das Verschmutzen der Flüsse, das drängendste Umweltproblem in den Nachkriegsjahrzehnten mit ihrem stürmischen Wachstum, führte Hörler mit an. Er wirkte ab 1947 als Chef des Kanalisationsbüros der Stadt Zürich; er beaufsichtigte die Entwässerung der Stadt und befasste sich mit dem Ausbau der Kläranlage Werdhölzli. Und er wechselte 1954 als – laut Otto Jaag – «wohl der bestausgewiesene und erfahrenste Fachmann, der in der Schweiz zu finden war» an die Eidgenössische Anstalt für Wasserversorgung, Abwasserreinigung und Gewässerschutz (Eawag) der ETH. Als Leiter der Technischen Abteilung beriet er bis zu seiner Pensionierung 1968 die Schweizer Regionen und Gemeinden, die ihre Kläranlagen bauten, bemühte sich in der Internationalen Gewässerschutzkommission für den Bodensee mit einheitlichen Richtlinien für alle Länder um die Rettung des stark belasteten Sees und entwickelte Formeln zum Berechnen von Regenintensitäten, die heute noch gelehrt werden. Daneben führte er seit 1948 an der ETH als einziger Dozent die Bauingenieure in die Abwassertechnik ein. Dafür verlieh ihm der Bundesrat 1963 «in Anerkennung seiner Verdienste um den Unterricht an der ETH» den Professortitel.

## Auszeichnungen
- 1954: Arthur Sidney Bedell Award der Federation of Sewage and Industrial Wastes Association (heute: Water Environment Federation[7])
- 1964: Ehrenmitgliedschaft des Verbandes Schweizerischer Abwasserfachleute
- 1967: Doktor-Ingenieur Ehren halber der Technischen Hochschule Hannover